# ناحیه بنو
ناحیه بنو (به انگلیسی: Bannu District) یک ناحیه در پاکستان است که در خیبر پختونخوا واقع شده‌است. ناحیه بنو ۱٬۲۲۷ کیلومتر مربع مساحت و ۱٬۱۶۷٬۸۹۲ نفر جمعیت دارد.